# Sharkwater
Sharkwater è un film-documentario canadese del 2006 scritto e diretto da Rob Stewart, che svolge anche il ruolo di narratore-protagonista. Nel film Rob Stewart mostra il vero mondo degli squali, smontando i pregiudizi che sono stati costruiti su di essi, principalmente dai media, e lancia un allarme sul pericolo che corrono questi animali, fondamentali per l'equilibrio ecologico degli oceani.

## Miti da sfatare
In Sharkwater vengono intervistate persone che credono di proteggere i bagnanti dando la caccia agli squali, persone che credono a racconti di squali che ingoiano uomini in un solo boccone. Sharkwater cerca di indirizzarci sulla strada della razionalità e ci fa capire che chi ha bisogno di essere protetto non è l'uomo ma lo squalo. Solo poche specie possono rivelarsi pericolose e quelle specie non attaccano più di 60-100 volte l'anno. Gli squali sono più intelligenti di quanto pensa la gente, non attaccherebbero mai un animale che non possono mangiare, anzi, spesso hanno paura di noi, perfino il nostro battito cardiaco può spaventarli. Gli attacchi non avvengono perché lo squalo vuole mangiare una persona, infatti non mangiano mai la vittima, spesso scambiano un surfista per una foca, o vengono provocati, per esempio da apparecchi elettronici, data la loro alta elettrorecettività. Un altro mito è quello che gli squali non si ammalano, che, come sottolineato nel film, anche se fosse vero, non giustificherebbe l'assunzione di pillole di squalo per diventare immuni a tumori e malattie.

## Allarme estinzione
Se gli squali uccidono esseri umani solo raramente (è migliaia di volte più probabile essere uccisi da un fulmine), l'uomo uccide decine e decine di milioni di squali ogni anno. La mattanza viene portata avanti per il valore delle pinne, che vengono usate per produrre la zuppa di pinne di squalo. Le pinne sono insapore ma sono considerate uno status symbol in Cina, a Taiwan e ad Hong Kong. In questi paesi vengono servite in banchetti di nozze e cene di affari, per ostentare benessere. La domanda è crescente e nei paesi dove è proibita la particolare tecnica di pesca detta finning (che consiste nel tagliare le pinne allo squalo e gettare il resto dell'animale in acqua, spesso ancora vivo) la criminalità organizzata prende in mano il commercio. Chi tenta di difendere gli squali viene ostacolato con ogni mezzo, come capitato allo stesso Rob Stewart e a Paul Watson, capo della Sea Shepherd Conservation Society, un'organizzazione ambientalista che cerca di attirare l'attenzione dell'opinione pubblica su questi massacri illegali.

## Premi
Sharkwater ha ottenuto 31 premi internazionali.
- Canada's Top Ten: Toronto International Film Festival
- Pople's Choice: Atlantic International Film Festival
- People's Choice: Ft. Lauderdale International Film Festival
- Best Documentary: Ft. Lauderdale International Film Festival
- Spirit of Independents Award: Ft. Lauderdale International Film Festival
- Special Jury Award: Hawaii International Film Festival
- Best Musical Composition: France World Festival of Underwater Pictures
- Prix Planete Thalassa: France World Festival of Underwater Pictures
- Best of the Festival Palm Springs: International Film Festival
- Best International Doc: Beverly Hills Hi-Def Festival
- Best HD Feature: AFI Dallas International Film Festival
- Audience Choice Award for Best Feature: Gen Art Film Festival
- Grand Jury Award for Best Feature: Gen Art Film Festival
- Peter Benchley Shark Conservation Award: Shark Research Institute
- Special Jury Award: 15 Short Film Festival – Charlotte, NC
- Must-See Award (Category: Wake-Up Films): Telluride Mountain Film Festival
- Hero of Conservation – Water Category: Conservation for the Oceans Foundation
- Top Ten Films: Cambridge Film Festival
- Jameson Audience Award: for Best International Documentary Encounters South African Int'l Doc. Festival
- Best Documentary: Film - Nominee Critics Choice Awards
- Animal Action Award: International Fund for Animal Welfare
- Best Documentary: Directors Guild of Canada
- Best Of The Festival: Santa Barbara Ocean Film Festival
- Best Sound: Nominee Golden Reel Awards
- Best Documentary: Nominee Genie Awards
- Best Environmental: Film of 2008 National Ocean Film Festival Alliance
- Best Feature Documentary: Genesis Awards
- Audience Award: Durban Int'l Film Festival, S.A.
- Activism through Adventure: Adventure Film Festival 2008 Boulder, CO
- Theatrical Award - Nominated Wildscreen 2008: Panda Award
- Documentary Award: Bergen Int'l Film Fest

## Distribuzione
In Italia, il film non è passato dalle sale cinematografiche; nel 2009 è stato distribuito in Home Video DVD.